# Lynette Yiadom Boakye
Lynette Yiadom Boakye (née en 1977 à Londres) est une artiste peintre et écrivaine britannique d’origine ghanéenne.

## Biographie
Lynette Yiadom Boakye naît à Londres de parents ghanéens en 1977. Elle étudie à la Saint Martin's School of Art et à la Royal Academy of Arts. Elle s’établit en 2005 dans un atelier à Bethnal Green, dans la banlieue de Londres. Elle travaille en parallèle de sa carrière artistique jusqu’en 2006, avant de pouvoir être artiste à plein temps.
En 2013, elle figure parmi les finalistes du Prix Turner.
Pendant la pandémie de Covid-19 et les phases de confinement, elle développe une nouvelle facette de son art en travaillant sur des formats plus petits ou au fusain.
En parallèle de son activité picturale, elle écrit aussi de la poésie et des romans. Les titres de ses œuvres reflètent cette sensibilité littéraires : ils posent souvent un éclairage sur les sujets représentés.
En 2021, elle vend une de ses toiles, Diplomacy III, pour presque deux millions de dollars chez Christie's.

## Style
Yiadom Boakye peint surtout des portraits à l’huile sur toile ou sur lin, dont la technique peut rappeler ou évoquer les artistes du XIXe. Elle y représente des personnages tous imaginaires, dont elle invente les histoires et crée les poses à partir de ses observations de la vie quotidienne. Ses personnages sont exclusivement des personnes noires. Ils sont souvent seuls, parfois accompagnés d’animaux. Elle représente souvent des danseurs ou des personnes en tenue de danse, qui peuvent être rapprochés des danseuses d'Edgar Degas.
Elle indique puiser son inspiration chez des artistes sonores ou visuels, citant Miles Davis, Prince d’une part, Pedro Almodóvar, Michael Fassbender ou Claude Chabrol d’autre part.
Elle utilise une palette de couleurs centrée sur les couleurs brunes ou ocres.

## Œuvres
Ses œuvres figurent dans les collections Pinault et de la Fondation Louis-Vuitton.

## Expositions
- 2015 : Serpentine Galleries, Londres[6]
- 2015 : Haus der Kunst, Munich[6]
- 2015 : Biennale de Venise[4]
- 2016 : Kunsthalle Basel, Bâle[6]
- 2017 : Under-Song For A Cipher New Museum of Contemporary Art, New York[5]
- 2019 : Biennale de Venise, où elle participe au premier pavillon du Ghana[4]
- 2020 : Fly in League with the Night, Tate Britain, Londres[4]
- 2021 : Moderna Museet, Stockholm[6]
- 2023 : Nul crépuscule n’est trop puissant, au Musée Guggenheim (Bilbao)[6]